# August Heinrich Hoffmann von Fallersleben
August Heinrich Hoffmann, conegut com a August Heinrich Hoffmann von Fallersleben (Fallersleben, Baixa Saxònia, Electorat de Braunschweig-Lüneburg, 2 d'abril de 1798 - Corvey, 19 de gener de 1874) fou un poeta, germanista i editor de textos. A més de la seva contribució a l'establiment de la germanística com a ciència, és conegut sobretot per ser l'autor de la poesia que més tard seria l'himne alemany: el Lied der Deutschen (cançó dels alemanys). Von Fallersleben, pel seu lloc de naixement, fou afegit al seu cognom per diferenciar-se, ja que Hoffmann és un cognom molt freqüent; però no indica cap títol nobiliari.